# Casasola de Arión
Casasola de Arión è un comune spagnolo di 330 abitanti situato nella comunità autonoma di Castiglia e León.